# Midnight Club 3: DUB Edition
Midnight Club 3: DUB Edition è un videogioco simulatore di guida del 2005, terzo capitolo della serie Midnight Club, sviluppato da Rockstar San Diego e pubblicato da Rockstar Games per PlayStation 2, Xbox e PlayStation Portable.

## Trama
Il giocatore inizia a San Diego, incontrando Oscar, il meccanico doganale che possiede i garage più sofisticati della città e che guiderà il giocatore attraverso il gioco. Dopo che si cominciano a vincere le gare, si potranno sbloccare nuove parti dell'auto, verniciature, opzioni di personalizzazione e altre automobili. Il giocatore inizia con una scelta di sei autovetture: una Chevrolet Impala, una Chevrolet Monte Carlo, una Dodge Neon SRT4, una Mitsubishi Eclipse, una Volkswagen Golf R32 e una Volkswagen Jetta (Remix ha aggiunto l'opzione di una Scion TC). Gli autoveicoli possono essere vinti o acquistati quando il gioco progredisce. Nel gioco ci sono 7 tipi di vetture: tuner, berline di lusso, SUV/camion, fuoriserie, auto esotiche, muscle car, chopper, moto sportive e specialità. Inoltre, come il giocatore progredisce, si sbloccano le altre 2 città disponibili: Atlanta e Detroit (Remix ha anche Tokyo, che è stata copiata direttamente dalla Tokyo di Midnight Club II). Alla fine del gioco sarà possibile sbloccare una Lamborghini Murciélago.

## Modalità di gioco
Il gioco permette di acquistare, elaborare, guidare, provare, mettere a punto e vendere più di 60 veicoli tra moto e auto. Nel gioco sono presenti SUV, auto Tuning, auto esotiche, berline di lusso, fuori serie ed infine moto sportive e chopper.
Le gare non si svolgono in circuiti o in strade chiuse al traffico, ma per le trafficate strade di tre metropoli statunitensi: Atlanta, San Diego e Detroit. Verso marzo 2006 la Rockstar Games pubblica Midnight Club 3 Dub Edition Remix, con 25 brani musicali nuovi, 25 nuovi veicoli ed una nuova città: Tokyo. I brani del gioco sono 103 e si dividono in Hip hop, Rock ed altri generi musicali. Midnight Club 3: DUB Edition è il primo gioco della serie ad includere modifiche per le auto sia estetiche che di meccanica per migliorare le prestazioni. Dopo aver vinto delle gare, il giocatore sblocca nuove auto e opzioni di personalizzazione. Queste opzioni comprendono il miglioramento delle prestazioni, l'aggiunta di vinili e vernici e parti della carrozzeria, tra cui paraurti, spoiler, neon, scarico  e componenti del motore.

## Online
Il gioco include una modalità online, dove i giocatori possono gareggiare con altri giocatori da tutto il mondo. I giocatori possono anche avviare e gestire un proprio club oppure entrare in uno creato da un altro giocatore. La maggior parte delle modalità di gioco single player si possono affrontare anche in multiplayer, nelle partite on-line è possibile chattare con gli altri giocatori. Nel gioco si possono creare tracciati personalizzati tramite l'Editor di Gare, che poi possono essere condivisi online.

## Midnight Club 3: DUB Edition Remix
Midnight Club 3: DUB Edition Remix è un aggiornamento per Midnight Club 3: DUB Edition. È disponibile in edizione Platinum su PlayStation 2 e in versione Platinum Hits per Xbox. È stato pubblicato il 13 marzo 2006.
Il gioco dispone di tutte le città, i veicoli, e la musica da Midnight Club 3: DUB Edition. Questa versione del gioco permette anche al giocatore di importare i dati di gioco di Midnight Club 3: DUB Edition su Midnight Club 3: DUB Edition Remix per non perdere i progressi ottenuti con la precedente versione del gioco. Le seguenti funzionalità sono state aggiunte in REMIX:
- 24 nuovi veicoli (compresi nuovi marchi non presenti nella versione originale, come GMC e Scion).
- 1 nuova città, Tokyo (la stessa presente in Midnight Club II su cui è stato effettuato solo un aggiornamento grafico).
- Nuovi brani su licenza.
- Nuove gare e mappe battaglia.

## Versione PSP
La versione PSP di Midnight Club 3 è sostanzialmente identica alla versione per console casalinghe essendo una conversione, eccetto piccole differenze di poco conto come la mancanza delle vernici iridescente e perlata e un generale abbassamento della qualità grafica sia delle vetture che degli ambienti.

## Lista auto e moto
- Aprilia Factory
- Cadillac Escalade
- Chevrolet Bel Air '57
- Chevrolet Camaro 1981
- Chevrolet Corvette 1968
- Chevrolet Fleetline
- Chevrolet Impala '64
- Chevrolet Impala SS Atlanta Police Department
- Chevrolet Impala SS Detroit Police Department
- Chevrolet Monte Carlo III
- Chevrolet Silverado SS
- Dodge Charger R/T
- Dodge SRT4
- Ducati Monster 2004
- Ducati SS1000
- HotMach Cuevito
- HotMatch D'Elegance
- Hummer H1
- Kawasaki Police 1000
- Kawasaki ZX-12 R
- Lexus SC430
- Mercedes-Benz G55 AMG
- Mercedes SL55 AMG
- Mercedes-Benz CL55 AMG
- Nissan Skyline GTR 2002
- Pontiac GTO 1970
- RUF Turbo Coupé
- Saleen SR
- Skully
- West Coast Choppers CFL
- West Coast Choppers El Diablo ST
- West Coast Custom El Diablo Riding
- Cadillac CTS-V
- Cadillac Cien
- Cadillac Sixteen
- Chevrolet Camaro 1969
- Chevrolet Corvette Z06
- Chevrolet El Camino
- Chevrolet Impala SS
- Chevrolet Impala SS San Diego Police Department
- Chrysler 300C
- Chrysler ME Four-Twelve
- Dodge Charger 1969
- Dodge Ram SRT10
- Dodge Viper GTS-R
- Ducati 999R
- Hummer H2
- Lamborghini Gallardo
- Lamborghini Murciélago
- Lexus GS430
- Lexus IS300
- Lotus Elise
- Lotus Esprit
- McLaren F1 LM
- Mercedes-Benz CLK-GTR
- Mercedes-Benz CL500
- Mercedes-Benz G500
- Mercedes SL500
- Mercedes-McLaren SLR
- Mitsubishi Eclipse
- Mitsubishi Lancer Evolution VIII
- Nissan 350Z
- Pontiac GTO 1968
- Saleen S7
- Toyota Supra '98
- Volkswagen Golf V R32
- Volkswagen Jetta
- Volkswagen Phaeton